# Shiny＋
「Shiny+」（シャイニープラス）是寿美菜子的第一張單曲。於2010年9月15日由Music Ray'n發行。

## 概要
- 分為通常盤和初回盤2種類發行，初回生産限定盤有PV收錄在DVD內。
- 2011年1月1日發售的音樂影片合集『〜Sphere's rings live tour 2010〜』，收錄本作。

## 收錄曲
1. Shiny+ [4:29]
作詞：古屋真、作曲：渡邊和紀、編曲：オオヤギヒロオ
2. ライラック [4:34]
作詞：古屋真、作曲・編曲：渡辺未来
3. 始まりの場所 [4:45]
作詞：松田綾子、作曲・編曲：渡辺未来
4. Shiny+ （Instrumental）

### DVD（初回限定盤）
1. Shiny+ (Music Clip)

## 外部連結
- 寿 美菜子 網站（页面存档备份，存于）